# Alfred Vitalis
Alfred Vitalis (Saint-Eugène, 11 settembre 1953) è un ex calciatore francese, di ruolo difensore.

## Biografia
È nato da una famiglia di francesi residenti in Algeria, rimpatriati nel 1962. Sin dagli esordi da calciatore professionista era conosciuto con il soprannome Le Marquis, attribuitogli dal suo compagno di squadra Armand Forcherio. Ritiratosi dal mondo del calcio, ha svolto diversi impieghi estranei al mondo del calcio.

## Carriera
Ha totalizzato 244 presenze e 2 reti in nove stagioni della massima divisione francese, la maggior parte delle quali con la maglia del Monaco con cui ha vinto il campionato nelle stagioni 1977-1978 e 1981-1982 (indossando, in quest'ultima, la fascia di capitano) e disputato 11 gare nelle competizioni europee. Conclusa la carriera di calciatore professionista nel 1984, ha militato in dei club amatoriali fino al ritiro definitivo avvenuto nel 1988.

## Statistiche
Fonte:
| Stagione        | Squadra         | Campionato      | Campionato | Campionato | Coppe nazionali | Coppe nazionali | Coppe nazionali | Coppe continentali | Coppe continentali | Coppe continentali | Altre coppe | Altre coppe | Altre coppe | Totale | Totale |
| Stagione        | Squadra         | Comp            | Pres       | Reti       | Comp            | Pres            | Reti            | Comp               | Pres               | Reti               | Comp        | Pres        | Reti        | Pres   | Reti   |
| --------------- | --------------- | --------------- | ---------- | ---------- | --------------- | --------------- | --------------- | ------------------ | ------------------ | ------------------ | ----------- | ----------- | ----------- | ------ | ------ |
| 1971-1972       | Monaco          | D1              | 4          | 0          | CF              | 2               | 0               | -                  | -                  | -                  | -           | -           | -           | 6      | 0      |
| 1973-1974       | Monaco          | D1              | 9          | 0          | CF              | 4               | 0               | -                  | -                  | -                  | -           | -           | -           | 13     | 0      |
| Totale Monaco   | Totale Monaco   | Totale Monaco   | 13         | 0          |                 | 6               | 0               |                    | -                  | -                  |             | -           | -           | 19     | 0      |
| 1974-1975       | Tours           | D2              | 23         | 1          | CF              | 2               | 0               | -                  | -                  | -                  | -           | -           | -           | 25     | 1      |
| 1975-1976       | Tours           | D2              | 30         | 0          | CF              | 3               | 0               | -                  | -                  | -                  | -           | -           | -           | 33     | 0      |
| 1976-1977       | Tours           | D2              | 32         | 2          | CF              | 2               | 0               | -                  | -                  | -                  | -           | -           | -           | 34     | 0      |
| Totale Tours    | Totale Tours    | Totale Tours    | 85         | 1          |                 | 7               | 0               |                    | -                  | -                  |             | -           | -           | 92     | 1      |
| 1977-1978       | Monaco          | D1              | 38         | 1          | CF              | 8               | 1               | -                  | -                  | -                  | -           | -           | -           | 46     | 2      |
| 1978-1979       | Monaco          | D1              | 33         | 0          | CF              | 6               | 0               | CCa                | 4                  | 0                  | -           | -           | -           | 43     | 0      |
| 1979-1980       | Monaco          | D1              | 33         | 0          | CF              | 10              | 0               | CU                 | 4                  | 0                  | -           | -           | -           | 47     | 0      |
| 1980-1981       | Monaco          | D1              | 37         | 0          | CF              | 3               | 0               | -                  | -                  | -                  | -           | -           | -           | 40     | 0      |
| 1981-1982       | Monaco          | D1              | 35         | 0          | CF              | 5               | 0               | CU                 | 1                  | 0                  | -           | -           | -           | 41     | 0      |
| 1982-1983       | Monaco          | D1              | 37         | 0          | CF              | 5               | 0               | CCa                | 2                  | 0                  | -           | -           | -           | 44     | 0      |
| Totale Monaco   | Totale Monaco   | Totale Monaco   | 176        | 1          |                 | 37              | 1               |                    | 11                 | 0                  |             | -           | -           | 224    | 2      |
| 1983-1984       | Strasburgo      | D1              | 18         | 1          | CF              | 5               | 0               | -                  | -                  | -                  | -           | -           | -           | 23     | 1      |
| Totale carriera | Totale carriera | Totale carriera | 329        | 5          |                 | 54              | 1               |                    | 11                 | 0                  |             | -           | -           | 394    | 6      |

## Palmarès
- Division 1: 2

Monaco: 1977-1978, 1981-1982
- Coppa di Francia: 1

Monaco: 1979-1980